# Perur
Perur (o Melai Citamparam) è una suddivisione dell'India, classificata come town panchayat, di 7.937 abitanti, situata nel distretto di Coimbatore, nello stato federato del Tamil Nadu. In base al numero di abitanti la città rientra nella classe V (da 5.000 a 9.999 persone).

## Geografia fisica
La città è situata a 10° 58' 0 N e 76° 54' 0 E e ha un'altitudine di 417 m s.l.m..

## Società

### Evoluzione demografica
Al censimento del 2001 la popolazione di Perur assommava a 7.937 persone, delle quali 3.972 maschi e 3.965 femmine. I bambini di età inferiore o uguale ai sei anni assommavano a 793, dei quali 377 maschi e 416 femmine. Infine, coloro che erano in grado di saper almeno leggere e scrivere erano 5.449, dei quali 3.032 maschi e 2.417 femmine.

## Tempio
Pateeswarar Tempio nella foto